# Ralph Dawson
Ralph Dawson (ur. 18 kwietnia 1897 w Westborough, zm. 15 listopada 1962 w Woodland Hills) – amerykański montażysta filmowy. Trzykrotny laureat Oscara za najlepszy montaż do filmów: Sen nocy letniej (1935) Willliama Dieterle'a i Maxa Reinhardta, Anthony Adverse (1936) Mervyna LeRoya oraz Przygody Robin Hooda (1938) Michaela Curtiza i Williama Keighleya. Był także nominowany do tej nagrody za montaż do filmu Noc nad Pacyfikiem (1954) Williama A. Wellmana.